# Spiele der kleinen Staaten von Europa 2023
| Medaillenspiegel | Medaillenspiegel | Medaillenspiegel | Medaillenspiegel | Medaillenspiegel | Medaillenspiegel |
| Platz            | Land             | Gold             | Silber           | Bronze           | Gesamt           |
| ---------------- | ---------------- | ---------------- | ---------------- | ---------------- | ---------------- |
| 1                | Malta            | 38               | 30               | 29               | 97               |
| 2                | Zypern           | 30               | 28               | 29               | 87               |
| 3                | Luxemburg        | 16               | 22               | 28               | 66               |
| 4                | Monaco           | 13               | 8                | 12               | 33               |
| 5                | Island           | 11               | 13               | 18               | 42               |
| 6                | San Marino       | 6                | 9                | 7                | 22               |
| 7                | Montenegro       | 5                | 6                | 8                | 19               |
| 8                | Andorra          | 4                | 7                | 10               | 21               |
| 9                | Liechtenstein    | 2                | 2                | 5                | 9                |

Die Spiele der kleinen Staaten von Europa 2023 fanden vom 29. Mai bis 3. Juni 2023 in Valletta, Malta, statt.

## Sportarten
Gegenüber den letzten Spielen 2019 fielen Beachvolleyball, Boule und Volleyball aus dem Programm. Dafür wurden 7er-Rugby, Segeln und Squash aufgenommen. Zum Programm zählen 2023 die folgenden Sportarten:
| - Basketball - Judo - Leichtathletik - 7er-Rugby - Schießen | - Schwimmen - Segeln - Squash - Tennis - Tischtennis |

## Teilnehmende Nationen
Abgesehen von der Vatikanstadt nahmen alle teilnahmeberechtigten Länder an den Spielen teil. Die Zahl in Klammern gibt die Anzahl der Teilnehmer an.
| - Andorra (66) - Island (73) - Liechtenstein (19) - Luxemburg (129) - Malta (214) | - Monaco (98) - Montenegro (60) - San Marino (51) - Zypern (189) |

## Zeitplan
Legende zum nachfolgend dargestellten Wettkampfprogramm:

_ – Eröffnungs- und Abschlusszeremonie; _ – Qualifikationswettkämpfe; _ – Finalentscheidungen
Letzte Spalte: Gesamtanzahl der Entscheidungen in den einzelnen Sportarten
| Zeitplan (mit Anzahl der Entscheidungen) | Zeitplan (mit Anzahl der Entscheidungen) | Zeitplan (mit Anzahl der Entscheidungen) | Zeitplan (mit Anzahl der Entscheidungen) | Zeitplan (mit Anzahl der Entscheidungen) | Zeitplan (mit Anzahl der Entscheidungen) | Zeitplan (mit Anzahl der Entscheidungen) | Zeitplan (mit Anzahl der Entscheidungen) |
|                                          | Mo                                       | Di                                       | Mi                                       | Do                                       | Fr                                       | Sa                                       | Gesamt                                   |
| Mai                                      | 29.                                      | 30.                                      | 31.                                      | 1.                                       | 2.                                       | 3.                                       | Juni                                     |
| ---------------------------------------- | ---------------------------------------- | ---------------------------------------- | ---------------------------------------- | ---------------------------------------- | ---------------------------------------- | ---------------------------------------- | ---------------------------------------- |
| Eröffnungsfeier                          |                                          |                                          |                                          |                                          |                                          |                                          |                                          |
| Basketball                               |                                          |                                          |                                          | 2                                        |                                          | 2                                        | 4                                        |
| Judo                                     |                                          | 11                                       |                                          | 2                                        |                                          |                                          | 13                                       |
| Leichtathletik                           |                                          | 10                                       |                                          | 12                                       |                                          | 12                                       | 34                                       |
| Schießen                                 |                                          |                                          | 4                                        | 1                                        | 2                                        | 1                                        | 8                                        |
| Schwimmen                                |                                          | 12                                       | 10                                       | 8                                        | 10                                       |                                          | 40                                       |
| Segeln                                   |                                          |                                          |                                          |                                          |                                          | 7                                        | 7                                        |
| 7er-Rugby                                |                                          |                                          |                                          |                                          | 2                                        |                                          | 2                                        |
| Squash                                   |                                          | 2                                        |                                          | 1                                        | 2                                        | 1                                        | 6                                        |
| Tennis                                   |                                          |                                          |                                          |                                          |                                          | 5                                        | 5                                        |
| Tischtennis                              |                                          |                                          | 2                                        | 2                                        |                                          | 2                                        | 6                                        |
| Abschlussfeier                           |                                          |                                          |                                          |                                          |                                          |                                          |                                          |
| Medaillenentscheidungen                  |                                          | 35                                       | 16                                       | 28                                       | 16                                       | 30                                       | 125                                      |
| Mai                                      | 29.                                      | 30.                                      | 31.                                      | 1.                                       | 2.                                       | 3.                                       | Juni                                     |
|                                          | Mo                                       | Di                                       | Mi                                       | Do                                       | Fr                                       | Sa                                       | Gesamt                                   |